# Hamophthirius
Hamophthirius – rodzaj wszy należący do rodziny Hamophthiriidae, pasożytujących na gryzoniach i powodujących chorobę zwaną wszawicą.
Antena składa się z 3 segmentów bez wyraźnego dymorfizmu płciowego. Pierwszy segment anteny jest bardzo masywny, zaopatrzony w duży chitynowy hak. Przednia para nóg jest wyraźnie mniejsza i słabsza, zakończona słabym pazurem. Środkowa i tylna para nóg wyraźnie większa od przedniej pary. 
Hamophthirius stanowią rodzaj składający się obecnie z 1 gatunku:
- Hamophthirius galeopitheci